# Ікумі Накамура
Ікумі Накамура (яп. 中村 育美) — японська мисткиня та режисерка відеоігор. Відома своєю роботою в Tango Gameworks як художниця над «The Evil Within» (2014) та «The Evil Within 2» (2017), а також як креативна директорка «Ghostwire: Tokyo» до того, як покинула компанію під час розробки. Вона також працювала художницею для «Ōkami» (2006) у Clover Studio та «Bayonetta» (2009) у PlatinumGames.
Зараз очолює власну незалежну ігрову студію Unseen. У відеоролику, присвяченому відкриттю студії, використано пісню ONUKA «STRUM».

## Вибрані твори
| рік  | Гра               | Студія          |
| ---- | ----------------- | --------------- |
| 2006 | Ōkami             | Clover Studio   |
| 2009 | Bayonetta         | PlatinumGames   |
| 2014 | The Evil Within   | Tango Gameworks |
| 2017 | The Evil Within 2 | Tango Gameworks |
| 2022 | Ghostwire: Токіо  | Tango Gameworks |
| 2022 | Gungrave G.O.R.E  | Iggymob         |